# Carola Söberg
Britt Carola Therese Söberg (* 29. Juli 1982 in Karlstad) ist eine schwedische ehemalige Fußballtorhüterin, die von 2015 bis 2017 beim schwedischen Erstligisten KIF Örebro unter Vertrag stand.

## Karriere

### Vereine
Söberg spielte in ihrer Jugend zunächst bei ihren Heimatvereinen Sommarro IF und QBIK Karlstad und wechselte im Jahr 2001 zu Mallbackens IF. 2007 folgte der Wechsel zum schwedischen Erstligisten und amtierenden Meister Umeå IK. Zur Saison 2010 wechselte sie zu Tyresö FF, mit dem sie 2014 das Finale der UEFA Women’s Champions League erreichte, es aber gegen den Titelverteidiger VfL Wolfsburg verlor. Nach der Insolvenz des Vereins wechselte sie nach Norwegen zu Avaldsnes IL. Nach nur einer Saison ohne Einsatz kehrte sie nach Schweden zurück und spielt drei Jahre für KIF Örebro. In der UEFA Women’s Champions League 2015/16 erreichte sie mit KIF das Achtelfinale, wo sie nach einem 1:1 im Heimspiel und einem torlosen Remis im Auswärtsspiel aufgrund der Auswärtstorregel gegen Paris Saint-Germain ausschieden. Nach der Saison 2017 beendete sie ihre Karriere als Spielerin, um für den Verein als U-19-Trainerin und Spieleragentin zu arbeiten.

### Nationalmannschaft
Söberg spielte einmal für die schwedische U-19-Mannschaft und siebenmal für die U-23-Mannschaft. Am 17. Februar 2007 debütierte sie bei einem Freundschaftsspiel gegen Schottland in der schwedischen A-Nationalmannschaft. Sie kam aber nie über den Status einer Ersatztorhüterin hinaus und wurde in den folgenden Jahren weder für die Weltmeisterschaften, Olympischen Spiele noch Europameisterschaften berücksichtigt. Im Mai 2015 wurde sie dann aber für die WM 2015 nominiert. Sie wurde aber nicht eingesetzt und schied mit ihrer Mannschaft im Achtelfinale gegen Deutschland aus. Danach wurde sie nicht wieder nominiert.